# Diploria
Diploria es un género de coral pétreo que pertenece a la familia Mussidae. Agrupaba a 3 especies hasta una revisión taxonómica de 2012 que dejó solo la especie tipo. Es un gran coral, en forma de cerebro, que se destaca en el arrecife, además de por su bello y particular diseño, por su gran tamaño, que alcanza los 2 metros.

## Especies
Se distinguen las siguientes especies:
- Diploria labyrinthiformis (Linnaeus, 1758)

Y ahora en Pseudodiploria:
- Diploria clivosa (Ellis & Solander, 1786)
- Diploria strigosa (Dana, 1846)